# LinkSpace
LinkSpace est une société chinoise qui développe un micro-lanceur réutilisable  conçus pour placer en orbite basse des satellites de quelques centaines de kilogrammes. La société, dont le siège est à Pékin, a été créée en 2014. Son lanceur New Line-1 d'une masse au décollage de 33 tonnes comprend deux étages utilisant des moteurs-fusées à ergols liquides. Le premier étage réutilisable reprend la formule mise au point par le lanceur Falcon 9. Le premier vol est planifié en 2023. Depuis 2016 des tests sont effectués avec un prototype pour mettre au point les techniques d'atterrissage. Un premier vol libre a été effectué le 27 mars 2019.  

## Historique
La société LinkSpace fait partie de la dizaine de start-up chinoises (les plus connues sont OneSpace, iSpace et LandSpace) créées au milieu de la décennie 2010 dans le but de se positionner sur le marché du lancement des petits satellites en développant une famille de micro-lanceurs. L'apparition de ces sociétés fait suite à la décision du gouvernement chinois prise en 2014 d'ouvrir à la concurrence ce domaine d'activité, jusque là réservée aux sociétés détenues par l'état (CASC/CASIC). Ces sociétés bénéficient d'une aide à la fois de l'agence nationale chargée de superviser les développements dans le domaine spatial (l'Administration d'État pour la Science, la Technologie et l'Industrie de la Défense nationale ou SASTIND). LinkSpace est créée en 2014 par Hu Zhenyu, un jeune étudiant de 21 ans passionné par les fusées. La société qui a son siège situé à Pékin, signe en 2016  un accord de coopération stratégique avec le 10ème institut de recherche de la CASIC et avec le cinquième institut de recherche 513 du principal groupe industriel national impliqué dans le secteur spatial, la Société de sciences et technologies aérospatiales de Chine (CASC).
La société développe un micro-lanceur réutilisable de 33 tonnes New Line-1 qui reprend la technique développée par la société américaine SpaceX pour son lanceur Falcon 9 c'est-à-dire l'atterrissage vertical du premier étage après sa séparation avec la fusée. Pour mettre au point la technique d'atterrissage vertical, LinkSpace utilise un prototype qui après de nombreux tests en vol captif a effectué un premier vol libre le 27 mars 2019. L'engin haut de 8,1 mètres et d'une masse de 1,5 tonne utilise 5 moteurs-fusées à ergols liquides dont la poussée est modulable. 
Le lanceur New Line-1, dont le premier vol est planifié en 2023, a une masse de 33 tonnes et peut placer une charge utile de 200 kg sur une orbite héliosynchrone.
Le 10 août 2020 un prototype a réussi un vol d'essai à 300 m de hauteur (décollage  et atterrissage vertical) et d'une durée de 50 secondes
. Un autre test d'un prototype suborbital était prévu avant la fin de l'année 2022.